# P14-45

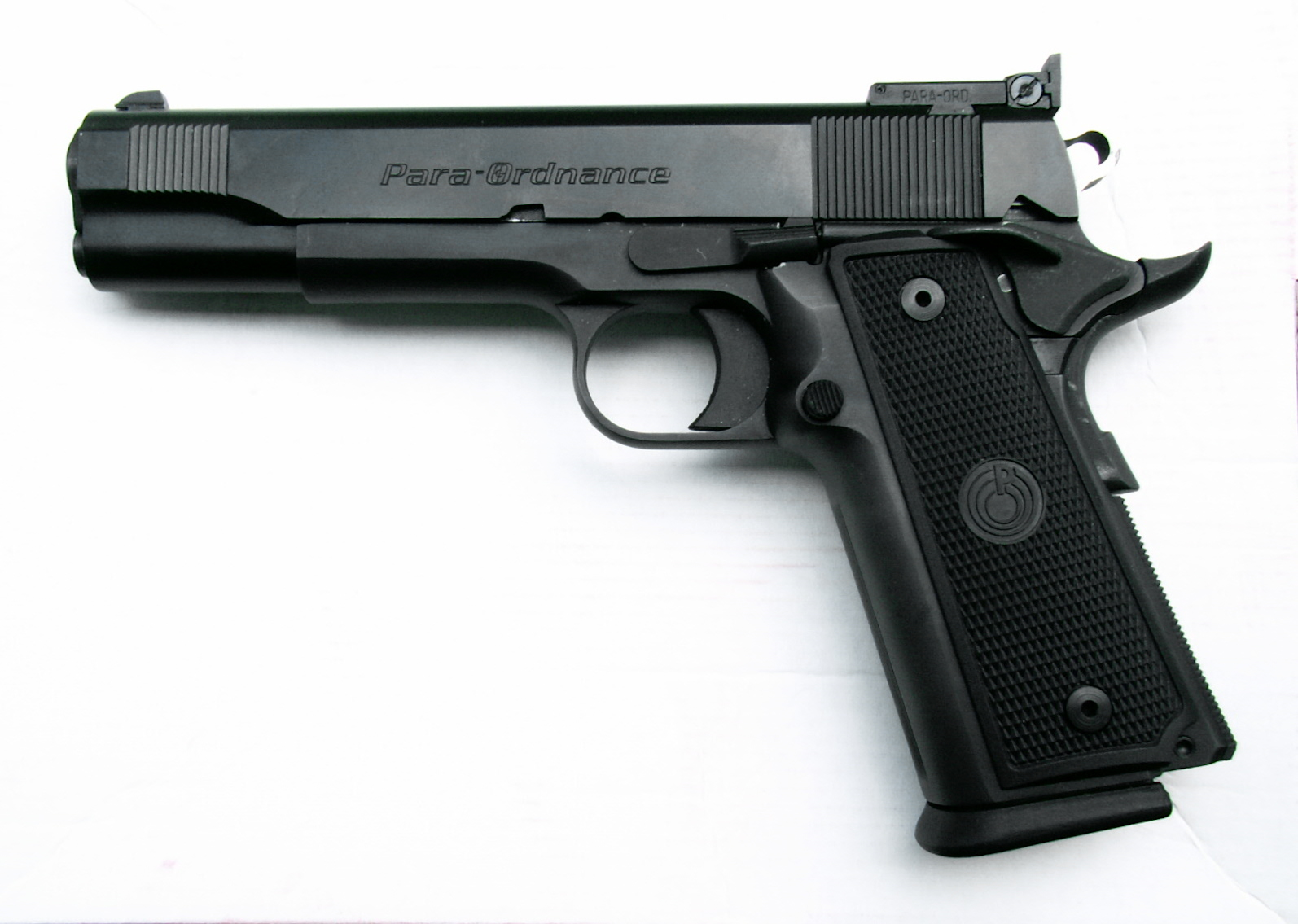
Un P16-40

Le P14-45 est un pistolet semi-automatique simple action fabriqué par la firme canadienne Para-Ordnance depuis la fin des années 1980.

## Technique
Il est en réalité un clone du Colt M1911 modifié pour accepter un chargeur à double colonne à grande capacité de 14 coups. Une sécurité supplémentaire sur le percuteur a également été ajoutée et un mécanisme double action est disponible dans la version LDA.
Chambré en .45 ACP, le P14-45 est construit en alliage d'aluminium (.45 uniquement), en acier au carbone ou en acier inoxydable. 

## Données  numériques du Para Ordnance P14-45
- Longueur : 21,6 cm
- Longueur du canon : 12,7 cm
- Poids non chargé : 1,1 kg
- Capacité : 14 coups

## Variantes de la série P14
Il existe une version semi-compacte : le P13-45 (13 coups/20 cm de long pour 1 020 g)
Il a été décliné en des versions compactes sous les intitulés P12-45 (12 coups/18 cm de long pour 950 g) et P10-45 (10 coups/16,5 cm de long pour 880 g) et chambré en .40 S&W sous les intitulés P16-40 (16 coups/21,6 cm de long pour 1 080 g) pour la version normale et P10-40 pour la version compacte.